# Louis Baunard
Pour les articles homonymes, voir Jean-Louis Bonnard.
Louis Baunard, né le 24 août 1828 à Bellegarde, dans le Loiret, et mort le 9 novembre 1919 à Gruson, dans le Nord, est un essayiste catholique français.
Il a été chanoine d'Orléans, ainsi que recteur des facultés catholiques de Lille (1888-1908). Il est fait en 1884 prélat de Sa Sainteté, ce qui lui permet d'adjoindre le prédicat de Monseigneur.

## Biographie
Monseigneur Pierre-André-Louis Baunard naît en 1828 à Bellegarde dans le Loiret. 
Il est ordonné prêtre pour le diocèse d'Orléans et il enseigne au petit séminaire d'Orléans. Il est nommé vicaire à la cathédrale Sainte-Croix d'Orléans dont il devient plus tard chanoine. Il est docteur ès lettres en 1860 et docteur en théologie à Rome en 1862. En 1868, il est nommé aumônier de l'école normale primaire d'Orléans ainsi que du lycée d'Orléans en 1875. Il fait partie de cette génération qui profite de la liberté religieuse en ce qui concerne l'enseignement supérieur en France par la loi de 1875. Deux ans plus tard, il enseigne l'éloquence sacrée et l'histoire ecclésiastique aux facultés catholiques de Lille dont il est nommé recteur de 1888 à 1908. En 1881, il est directeur du collège Saint-Joseph de Lille. L'abbé Baunard écrit de nombreux ouvrages d'apologétique et d'histoire ecclésiastique. C'est lui qui prononce l'éloge funèbre de Désiré-Joseph Dennel en la cathédrale d'Arras, le 26 novembre 1891. Il collabore au Correspondant et à La Revue d'économie chrétienne.
Il meurt en 1919 à Gruson, à l'âge de 91 ans.

## Thèses
Louis Baunard s'est opposé à la franc-maçonnerie, et d'un point de vue politique à l'influence du judaïsme et du protestantisme, les rendant responsables de l'anticléricalisme victorieux sous la Troisième République et du recul du catholicisme.

## Œuvres
- Théodulfe, évêque d'Orléans et abbé de Fleury-sur-Loire (1860)
- Roseline de Villeneuve. Souvenirs de Provence (1865)
- Histoire de Saint Ambroise (1871).  La seconde édition de 1872 est complétée d'un nouveau chapitre : la découverte du tombeau du saint qui eut lieu le 8 août 1871 dans la basilique de Milan et accompagnée d'une lettre du pape Pie IX
- Histoire de la bienheureuse Mère Madeleine Sophie Barat, fondatrice de la société du Sacré-Cœur de Jésus (plusieurs éditions de 1876 à 1879)
- Histoire de Madame Duchesne, religieuse de la société du Sacré-Cœur de Jésus et fondatrice des premières maisons de cette société en Amérique (plusieurs éditions, de 1878 à 1882)
- Le Vicomte Armand de Melun d’après ses mémoires et sa correspondance (1880)
- Histoire du Cardinal Pie, évêque de Poitiers (1886)

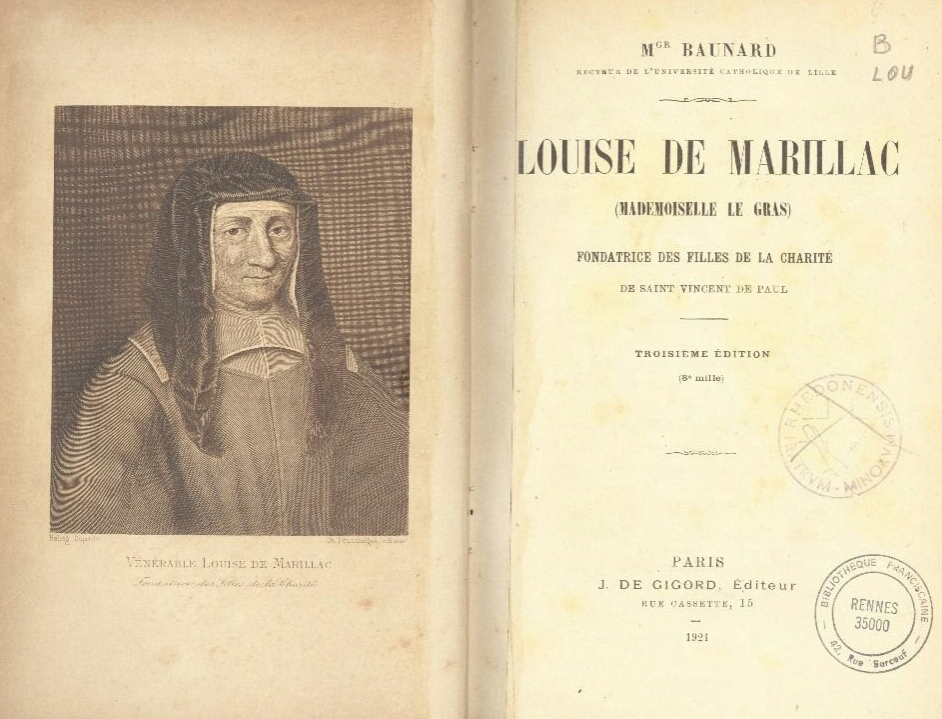
Louise de Marillac, fondatrice des filles de la Charité, 3e édition.

- Dieu dans l’école. Le collège Saint-Joseph (1888)
- Louise de Marillac, fondatrice des filles de la charité de Saint Vincent de Paul
- Le Cardinal Lavigerie (plusieurs éditions, de 1883 à 1896)
- Le Général de Sonis d’après ses papiers et sa correspondance. (plusieurs éditions, de 1890 à 1894)
- Oraison funèbre de Mgr Dennel (1891)
- Espérance. Un réveil de l’idée religieuse en France (1892)
- Le Combat de la Foi. Études biographiques et apologétiques. La Foi et ses victoires. Conférences sur les plus illustres convertis de ce siècle.[6] (1893)
- Autour de l’Histoire, scènes et récits (1898)
- Une visite chez Volta (1898)
- La Foi et ses victoires (1901-1902)
- Un siècle de l’Église de France, 1800-1900 (1902)
- L’Apôtre Saint Jean (1906)
- Ernest Lelièvre et les fondations des petites Sœurs des pauvres, d’après sa correspondance 1826-1889 (1907)
- Le Doute et ses victimes dans le siècle présent (1909)
- L’Évangile des pauvres (1909)
- Frédéric Ozanam, d'après sa correspondance (1913)
- Les Deux Frères, cinquante années de l’action catholique dans le Nord. Philibert Vrau — Camille Féron-Vrau 1829-1908 (1926)
- Le Vieillard. La Vie montante. Pensées du soir (1939)

## Préfaces
Il a préfacé l'ouvrage Le Pape Léon XIII du prélat t'Serclaes.